# Club Tropicana
〈Club Tropicana〉는 1983년 이너비전 레코드에서 발매된 영국의 팝 듀오 왬!의 노래이다. 멤버 조지 마이클과 앤드루 리즐리가 작곡했다.

## 배경
〈Club Tropicana〉는 밴드나 밴드명이 완전히 설립되기 전인 1981년 앤드루의 거실에서 작곡되었으며, 그들이 처음 만든 〈Wham Rap!〉에 이어 두 번째 왬! 노래였다. 녹음 당시에는 절반만 끝났지만, 급하게 고용한 포르타 스튜디오에서 만든 세 개의 홈 데모 중 하나가 되었고, 이너비전 레코드와 첫 번째 음반 계약을 맺게 되었다. 초기 노래 영감은 당시 급성장하고 있던 뉴 로맨티시즘 클럽 장면의 화려함과 도피성에 대한 흥분과 조지, 앤드루, 셜리의 런던의 한 클럽인 르 비트 루트에 대한 방문에서 비롯되었다. 이 곡의 서정적인 주제는 갭 밴드의 〈Burn Rubber on Me〉에서 영감을 받은 그루브와 라틴 재즈 리듬을 음악적으로 융합하면서 여름 같은 클럽 18-30 휴일의 쾌락주의도 포함하도록 확장되었다.

## 줄거리
이 노래는 모두 사회적, 정치적 이슈로 인해 동기부여를 받았던 왬!의 이전 싱글들과는 다소 다른 것이었다. 그러나 〈Club Tropicana〉는 쾌락주의적 성격의 젊은 독신자들을 위한 값싼 패키지 투어 붐을 풍자한 것이었다. 그것은 특히 영국에서 매우 인기 있는 클럽 18-30 계획에 대한 비난으로 보여졌다.

## 뮤직 비디오
던컨 기빈스가 감독한 비디오는 토니 파이크가 소유한 이비자의 피크스 호텔에서 조지와 앤드루가 해변에서 비키니 차림의 소녀들을 그들의 백 보컬인 디 C 리와 셜리 홀리만이 연주하는 장면으로 만들어졌다. 수영장에서 트럼펫 연주를 하는 유명한 장면과 함께, 그들은 수영장에서 휴식을 취하며 칵테일을 홀짝이는 모습도 볼 수 있다. 마이클과 리즐리가 항공사 조종사이고 디와 셜리가 스튜어디스라는 사실이 밝혀지면서 두 남녀의 성적 긴장감의 반전이 마지막에 드러난다.
이비자의 여행에서 조지는 동성애자임을 스스로 확인하면서 처음으로 육체적 동성애를 만났다. 그는 여행 중에 처음에 셜리에 가서 털어놓았는데, 그는 앤드루가 괜찮다고 그를 안심시켰다. 비디오 촬영이 끝난 다음날 아침, 조지는 앤드루에게 파이크스에 있는 그의 방에서 그와 셜리와 함께 오라고 전화를 걸어 그에게로 나왔다. 앤드루는 처음에는 놀랐지만, 결국 괜찮았다.
2021년 12월 현재, 뮤직 비디오는 유튜브에서 2,800만 이상의 조회수를 기록하고 있다.

## 곡 목록
모든 곡들은 특별한 언급이 없는 한 조지 마이클과 앤드루 리즐리에 의해 작사/작곡하였다.
| #  | 제목                       | 작사·작곡 | 재생 시간 |
| -- | -------------------------- | --------- | --------- |
| 1. | 〈Club Tropicana〉         |           | 4:29      |
| 2. | 〈Blue (Armed With Love)〉 | 마이클    | 3:50      |

| #  | 제목                       | 작사·작곡 | 재생 시간 |
| -- | -------------------------- | --------- | --------- |
| 1. | 〈Club Tropicana〉         |           | 4:29      |
| 2. | 〈Blue (Armed With Love)〉 | 마이클    | 3:54      |
| 3. | 〈Club Tropicana (기악)〉  |           | 3:31      |

## 인증
| 국가                                                            | 인증 | 판매량/출하량 |
| --------------------------------------------------------------- | ---- | ------------- |
| 일본 (RIAJ) physical 1997 release                               | 골드 | 50,000^       |
| 영국 (BPI)                                                      | 골드 | 500,000       |
| ^출하량을 기반으로 한 인증 · 판매량+스트리밍을 기반으로 한 인증 |      |               |